# August Wilhelm Leu

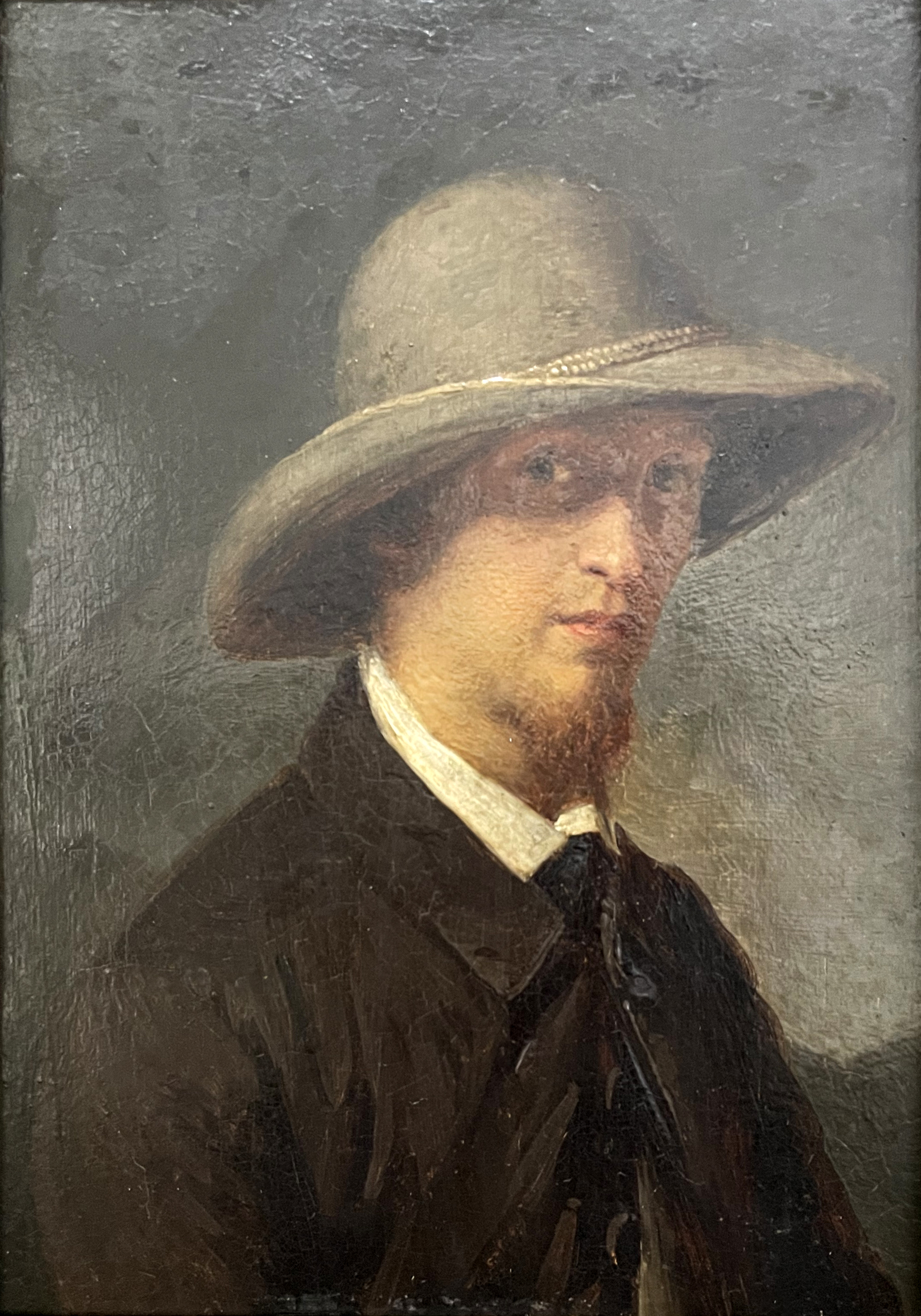
August Wilhelm Leu, porträtterad av Friedrich Boser.

August Wilhelm Leu, född den 24 mars 1818 i Münster, död den 20 juli 1897 i Seelisberg vid Vierwaldstättersjön, var en tysk målare.
Leu studera vid konstakademien i Düsseldorf. Han besökte ett par gånger Norge samt Bayern, Tyrolen, Schweiz och Italien, vilka länders bergsnatur han livligt återgav, exempelvis i Norskt vattenfall (1849), Sognefjord (1849), Hardangerfjord (1851), Vy från Berchtesgaden, Capri, Från Chiavenna med flera verk.